# Violet Wong
Violet Wong (en chino tradicional, 紫羅蘭; en chino simplificado, 紫罗兰; pinyin, Zǐluólán; literalmente, ‘violet’, fl. 1916-1948) fue una actriz china. Comenzó a cantar y bailar desde niña, llamando la atención del general Chiang Kai-shek. Hizo su debut cinematográfico en Dos estrellas en la Vía Láctea (1931), donde interpretó a una joven que se convierte en estrella de cine.

## Biografía
Wong nació en Guangdong c. 1916. Se unió a la Compañía de Canto y Danza de la Luna Brillante, dirigida por Li Jinhui, a una edad muy temprana y pronto fue reconocida por sus habilidades de baile, siendo considerada una «reina de las canciones y danzas del sur». Actuó en Guangdong para el general Chiang Kai-shek y Wang Jingwei en 1926 antes del inicio de la Expedición del Norte, siendo invitada a banquetes y recepciones oficiales y recibiendo elogios por su actuación. Chiang la recompensó con un reloj de oro y le prometió que podría actuar en Pekín si el Ejército Nacional Revolucionario capturaba la ciudad. Apareció en la portada de la revista The Young Companion en noviembre de ese año.

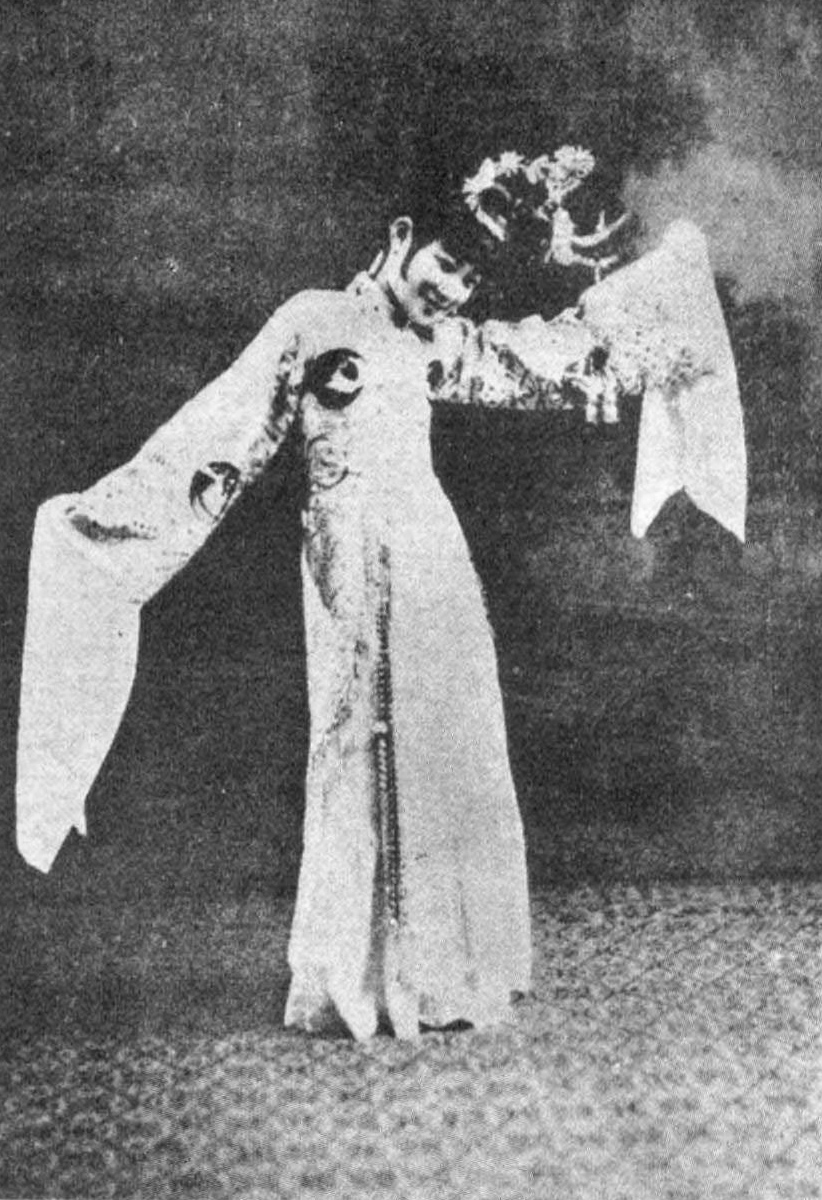
Violet Wong en una actuación en 1927

En los años siguientes, realizó varias giras por el centro y el sur de China, Tailandia y Malasia, donde se ganó una gran reputación por sus trágicas actuaciones. En una reseña de su actuación como la consorte Mei en el Teatro Isis de Shanghái, el North-China Herald la describió como capaz de «derretir un corazón de piedra», con un poderoso desprecio dirigido a la mujer que le robó el afecto del Emperador Xuanzong de Tang. Otras actuaciones de su repertorio incluyeron historias basadas en Xiaoqing, Hua Mulan y la novela Sueño en el pabellón rojo. También representó en varias ocasiones la comedia, «La propuesta de un joven».
Hizo su debut en la pantalla grande en 1931 con Dos estrellas en la Vía Láctea, una película producida por United Photoplay Service (UPS). El estudio contrató a la compañía Bright Moon y la rebautizó como United Photoplay Service Follies. Mientras que otros miembros de la compañía, como Li Lili, fueron elegidos para formar parte de un coro de majorettes, Wong fue seleccionada para interpretar a la protagonista principal, Li Yueying, una joven que salta al estrellato después de ser descubierta en su hogar rural. En la película interpretó varias canciones, incluida una ópera cantonesa y una versión de la canción cantonesa «Lluvia sobre una hoja de plátano», así como una danza de temática egipcia. Los críticos en general elogiaron su interpretación vocal.
El 4 de abril de 1932 se casó con Long Qichang (龍啟昌) hijo de un funcionario del gobierno de la provincia de Guizhou. Se retiró antes de 1933, tras haber estado activa en la pantalla sólo brevemente; la revista Ling Long la incluyó entre varias estrellas, entre ellas Wang Hanlun y Yang Naimei, que habían abandonado la industria en los últimos años. La pareja tenía una hija de tres años y un bebé en 1935, momento en el que Wong decidió volver al cine. Trabajó en algunas películas para la Tianyi Film Company y la UPS.
En 1940, Wong y Long se habían divorciado. Mientras vivía en Hong Kong, ganó una renovada popularidad como actriz e intérprete de ópera cantonesa. Continuó actuando hasta 1948, cuando apareció en la película Uncompromising Fellow.